# Северна Лунда
Северна Лунда (порт. Lunda-Norte), једна је од 18 покрајина у Републици Ангола. Покрајина се налази на североисточном делу земље, без излаза на Атлантски океан и граничи се са Демократском Републиком Конго.
Покрајина Северна Лунда покрива укупну површину од 103.760 km² и има 799.950 становника (подаци из 2014. године). Највећи град и административни центар покрајине је град Дундо.